# 马赫泰·萨格季耶夫
马赫泰·拉马扎诺维奇·萨格季耶夫（俄语：Махтай Рамазанович Сагдиев；1929年5月12日—2012年8月25日），哈萨克族，苏联党和国家领导人。曾任哈萨克苏维埃社会主义共和国渔业部长，科斯塔奈州州长，哈共科克切塔夫州委第一书记，哈萨克苏维埃社会主义共和国最高苏维埃主席团主席等职。

## 生平
- 1929年5月12日出生于苏联哈萨克自治苏维埃社会主义共和国阿克莫拉州列宁区乌杜鲁斯村的一个农民家庭。1943年起在家乡集体农场拖拉机大队任会计。1950年毕业于塞米巴拉金斯克师范学院。
- 1950年-1951年，北哈萨克斯坦州卡拉加什中学历史教师，教导主任，校长。
- 1951年-1954年，苏联武装力量部队服役。1953年加入苏联共产党。
- 1955年-1961年，哈共北哈萨克斯坦州列宁区党委指导员，区党委书记。1959年毕业于塔尔加农业技术学校。1961年毕业于阿拉木图高等党校。
- 1961年-1962年，北哈萨克斯坦州亚夫连斯基国营农场党委书记。
- 1962年-1966年，北哈萨克斯坦州阿法纳西耶夫国营农场主席。
- 1966年-1970年，哈共北哈萨克斯坦州索科洛夫区党委第一书记。
- 1970年-1971年，哈共北哈萨克斯坦州江布尔区党委第一书记。
- 1971年-1980年，图尔盖州第一副州长。
- 1980年-1983年，哈萨克苏维埃社会主义共和国渔业部长。
- 1983年-1985年1月，科斯塔奈州州长。
- 1985年1月-1989年6月，哈共科克切塔夫州委第一书记。
- 1989年3月-1990年2月，哈萨克苏维埃社会主义共和国最高苏维埃主席团主席。
- 1990年2月起退休，享受个人养老金待遇。
- 1990年-1991年，哈萨克苏维埃社会主义共和国总统委员会成员。期间，1990年5月-11月，哈萨克苏维埃社会主义共和国总统委员会下属公民委员会主席。
- 1991年11月-2009年9月，哈萨克斯坦退伍军人委员会主席。期间，1997年-1998年，哈萨克斯坦最高纪律委员会委员。1998年-2000年，哈萨克斯坦反腐和公务员监察委员会副主席。
- 2012年8月25日于阿拉木图逝世，享年83岁。

萨格季耶夫是苏共24,27大代表，第27届中央审计委员；苏联人民代表，第10-11届哈萨克苏维埃社会主义共和国最高苏维埃代表，第2届哈萨克斯坦议会下院议员。

## 荣誉
- 列宁勋章
- 十月革命勋章
- 三次劳动红旗勋章
- 纪念列宁诞辰一百周年奖章
- 1941-1945年伟大卫国战争胜利五十周年奖章
- 退休劳动者奖章
- 哈萨克斯坦智慧勋章
- 哈萨克斯坦纳扎尔巴耶夫总统勋章
- 哈萨克斯坦阿斯塔纳勋章
- 科克舍套市荣誉市民